# В'яз корковий
В'яз корковий (Ulmus suberosa Moench) (Ulmus campestris var. suberosa Wahl.) — невелике, 2—10 м заввишки, світлолюбне дерево родини в'язові (Ulmaceae). 

## Опис
Відрізняється від в'яза гладкого та інших в'язів сірувато-чорною корою. Старіші гілки з крилоподібними корковими наростами. Листки нерівнобокі, оберненояйцеподібні, не мають червонуватих залозок. Звичайна рослина по всій території України: росте в другому ярусі широколистяних лісів, але частіше — на галявинах і узліссях.
В'яз корковий має певне значення як корконосна рослина. Вирости, що утворюються на його гілках, придатні для виготовлення пресованих коркових фабрикатів. Ізоляційні плити з коркової кришки в'яза за питомою вагою і теплопровідністю майже подібні до плит, виготовлених з кори бархата амурського і коркового дуба. Найбільшу кількість виростів утворюють дерева коренепаросткового походження у віці 5—10 років.